# Лазаро Винисиус
Ла́заро Вини́сиус Ма́ркес (порт.-браз. Lázaro Vinícius Marques; родился 12 марта 2002 в Белу-Оризонти) — бразильский футболист,  полузащитник клуба «Альмерия». В 2024 году выступает за бразильский клуб «Палмейрас» на правах аренды.

## Клубная карьера
Воспитанник футбольной академии клуба «Фламенго». В сентябре 2019 года подписал контракт с клубом до 2025 года с прописанной опцией выкупа в размере 80 миллионов евро. В 2019 году забил 24 гола в 29 матчах команды «Фламенго» до 17 лет. 27 сентября 2020 года дебютировал в основном составе «Фламенго» в матче бразильской Серии A против клуба «Палмейрас».
1 сентября 2022 года перешёл в испанский клуб «Альмерия», подписав шестилетний контракт. 29 октября 2022 года забил свой первый гол за клуб в матче против «Сельты». 20 мая 2023 года сделал хет-трик в матче против «Мальорки».

## Карьера в сборной
В 2019 году в составе сборной Бразилии до 17 лет выиграл чемпионат мира до 17 лет, который прошёл в Бразилии, забив на нём 2 мяча — против Франции в полуфинале и против Мексики в финале.

## Достижения
Фламенго
- Чемпион штата Рио-де-Жанейро: 2021
- Чемпион Бразилии: 2020

Сборная Бразилии (до 17 лет)
- Победитель чемпионата мира (до 17 лет): 2019